# Parco nazionale di Souss-Massa
Il parco nazionale di Souss-Massa è un parco nazionale del Marocco sud-occidentale, divenuto area naturale protetta nel 1991.
Si trova nella regione di Souss-Massa, a sud di Agadir.
Il parco si estende per 33.800 ettari tra l'estuario dell'Oued Massa e l'Oceano Atlantico; comprende sette villaggi di tradizione berbera e città crocevia di culture e artigianato come Tiznit e Massa.
Il parco vanta una costa diversificata: si va dalle spiagge sconfinate di sabbia, agli scogli a strapiombo, dalle armoniose insenature, alle grotte residenza di pescatori.

## Flora e fauna

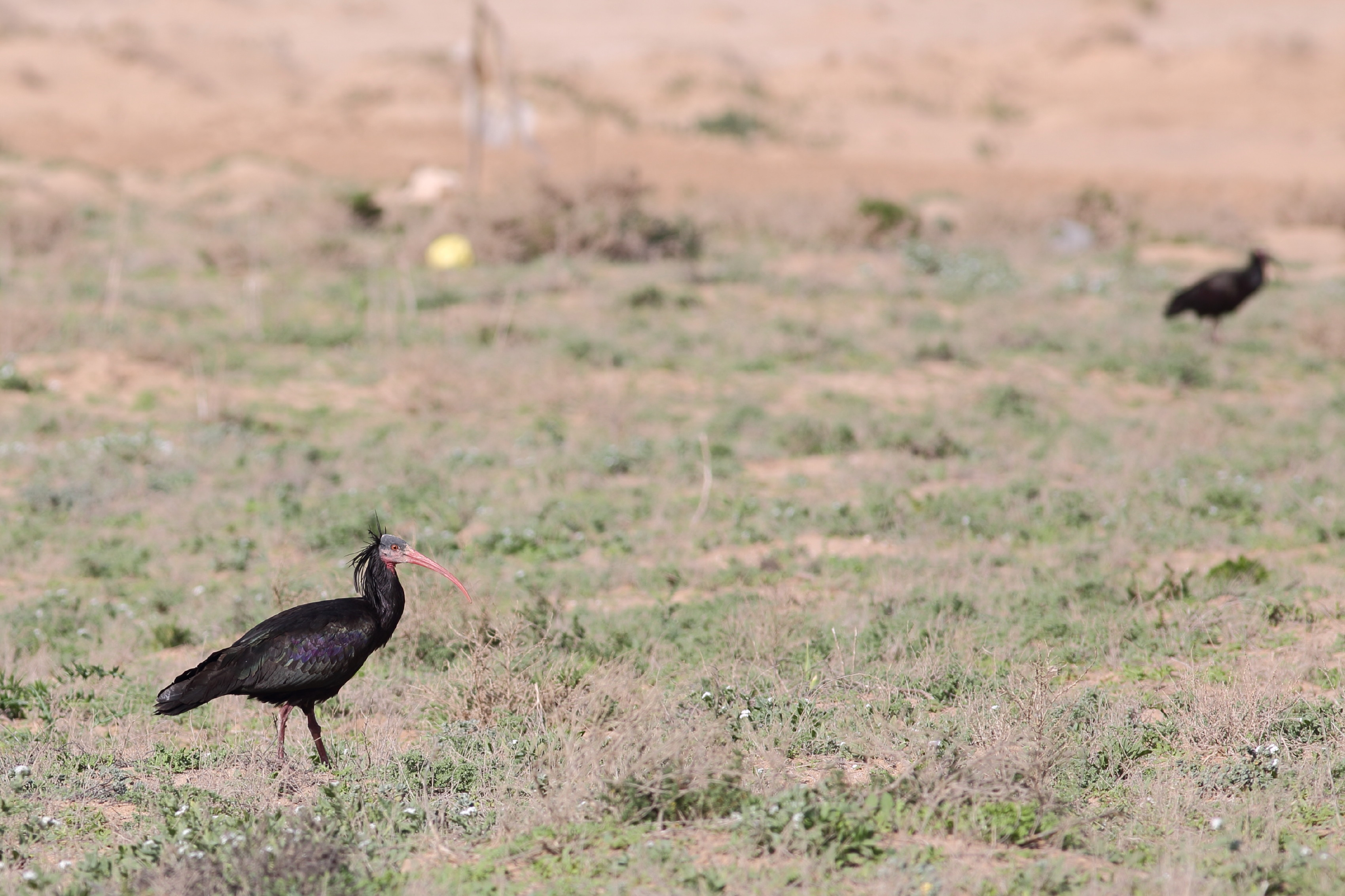
Ibis eremita

La fauna e la flora variano a seconda delle zone con più o meno ricchezza di acqua: dai luoghi desertici e rocciosi a quelli con la vegetazione di euforbie e arganie, fino ai palmeti lungo il fiume.
La foce, soggetta al movimento delle maree, rimane in acqua tutto l'anno. È acqua salmastra che sostiene lo sviluppo di una catena alimentare ricca di una moltitudine di uccelli.
È conosciuto in tutto il mondo per la presenza di particolari esemplari ornitologici, tra cui il famoso ibis eremita (Geronticus eremita) e altre specie di ibis, fenicotteri, spatola bianca, tchagra dalla testa nera. Inoltre ospita un gran numero di uccelli migratori.
Souss-Massa detiene anche programmi di riproduzione in cattività per quattro ungulati nordafricani minacciati: orice dalle corna a sciabola (Oryx dammah), antilope addax (Addax nasomaculatus), gazzella dama (Nanger dama) e gazzella dorcas, che sono tenuti in recinti separati all'interno del parco.
È in corso anche la reintroduzione dello struzzo nordafricano (Struthio camelus camelus), estinto a nord del Sahara.